# Artin Penik

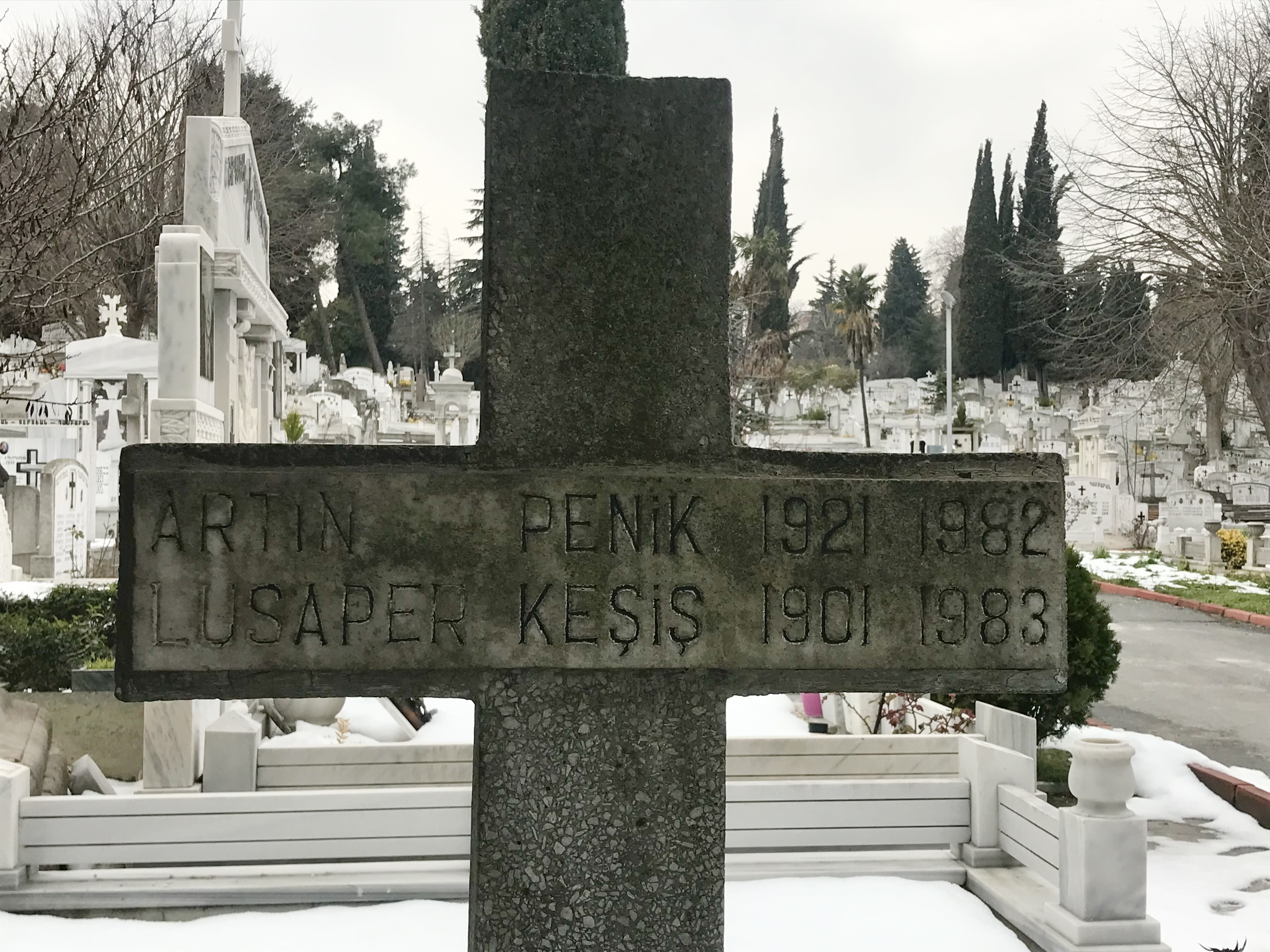
Artin Peniks Grab auf dem armenischen Friedhof Balıklı in Istanbul

Artin Penik (* 1921; † 15. August 1982 in Istanbul) war ein christlicher Türke armenischer Herkunft. Aus Protest gegen den Terror der Asala, einer terroristischen Untergrundorganisation mit Wurzeln in der armenischen Diaspora, verbrannte sich Penik am 10. August 1982 vor dem französischen Konsulat auf dem belebten Taksim-Platz im Zentrum Istanbuls. Fünf Tage später erlag er seinen Brandverletzungen in einem Istanbuler Krankenhaus.

## Grund seiner Selbstverbrennung
Vor seiner Tat hinterließ Penik, der von Beruf Schneider war, ein Protestschreiben und gab später am Krankenbett Interviews, in denen er seine Selbstverbrennung begründete: Er habe nicht mehr länger seine „Trauer über das Abschlachten unschuldiger Opfer“ ertragen können. Der armenische Patriarch von Konstantinopel, Chenork Kaloustian, der den schwerverletzten Artin Penik im Krankenhaus besuchte und ihm die Sterbesakramente spendete, beschrieb ihn als „ein Symbol des armenischen Missfallens gegenüber diesen brutalen Mördern“.
Aktueller Anlass für seine Selbstverbrennung war ein blutiger Anschlag der Asala am 7. August 1982 auf den Ankaraer Flughafen. Durch diesen Anschlag wurden zwölf Menschen getötet und 78 weitere Menschen verletzt. Anhänger der Asala hatten mit Sturmgewehren in einen vollbesetzten Wartesaal gefeuert und Handgranaten geworfen. Zwei der Terroristen wurden von Sicherheitskräften erschossen. Ein dritter, Levon Ekmekçiyan, wurde verhaftet. Ekmekçiyan wurde zum Tode verurteilt und am 29. Januar 1983 hingerichtet.

## Nach der Selbstverbrennung
Sein Schicksal erschütterte die Öffentlichkeit und führte zu einer Solidarisierungswelle zwischen den armenischstämmigen und türkischstämmigen Staatsbürgern der Türkei sowie zu landesweiten gemeinsamen Demonstrationen gegen den Terror der Asala. Bei seinem Begräbnis, an dem auch Regierungsvertreter teilnahmen, füllten hunderttausende türkischer und armenischer Trauergäste die Straßen des Viertels von Kumkapı, einem von Armeniern bewohnten Stadtteil in Istanbul, in dem sich die patriarchale Kirche Surp Asdvadzadzin befindet, wo der Trauergottesdienst stattfand.